# The Hypnogogue
The Hypnogogue es el vigesimosexto álbum de la banda australiana The Church. El álbum contiene las participaciones del multiintrumentalista Jeffrey Cain y el guitarrista Ash Naylor como nuevos miembros, reemplazando a Peter Koppes luego de su sorpresiva salida en 2020.
Fue publicado el 24 de febrero de 2023 a través de Communicating Vessels en Estados Unidos, con un acuerdo especial para el Reino Unido a cargo de Easy Action, esto para los formatos de CD y vinilo. Como promoción, realizaron una gira en Norteamérica entre marzo y abril del mismo año.
Debido a la recepción positiva, algunas canciones no utilizadas fueron incluidas en una edición deluxe digital, siendo publicado en septiembre del mismo año. Con ese impulso creativo, desarrollaron otras canciones nuevas que fueron incluidas en el álbum complementario Eros Zeta and the Perfumed Guitars.

## Concepto
Ahora con la nueva alineación como quinteto, se establecieron en una villa con orilla al mar, donde realizaron una jam session por diez días. Con los eventos de la pandemia por COVID-19 y otros proyectos paralelos, esas sesiones iniciales pasaron por diferentes cambios. Steve Kilbey, considera al material como su primer álbum conceptual, que fue surgiendo por sus inquietudes sobre la mortalidad e incertidumbre del futuro en la banda, además de sus colaboraciones con Martin Kennedy en Jupiter 13 (2021) y The Strange Life of Persephone Nimbus (2022), ambos lidiando con un concepto como base.
El nombre del álbum proviene del estado hipnagógico, a lo que Kilbey denota que no existe un «hipnagogo»  [sic], un lugar donde puedas vivir ese estado. En cuanto al concepto, lo sitúa en un mundo distópico ubicado en 2054, donde un científico coreano y aficionado con lo oculto construye una máquina que extrae música directamente de los sueños. Sobre la canción homónima, Jeffrey Cain destaca que tomando sus grabaciones de batería de esa sesión, pudo escribir el riff original, para luego entregar esa grabación a Tim Powles, quien añadió unas notas de piano. Luego, Kilbey se encargó de componer las voces, mientras Haug y Taylor se encargaron de añadir acústicas con e-bows.

## Recepción

### Crítica
El álbum obtuvo reseñas generalmente positivas por parte de la crítica. En la reseña del portal web AllMusic, Matt Collar destaca la canción homónima por su creciente intensidad, con la voz de Kilbey siendo descrita como “un delicado croon a lo David Bowie apoyado por distintos instrumentos”, mientras que otras canciones como «Antartica» recibieron comparaciones con el sonido de guitarra à la The Byrds, similar al estilo presente en álbumes previos de The Church como Of Skins and Heart, The Blurred Crusade y Starfish.
Un aspecto parecido destaca la reseña de PopMatters, resumiendo: “ya sea calmándote con canciones dulces como «Aerodrome» y «The Coming Days», o haciendo cosquillas en los bordes de tu mente con «Thorn», The Hypnogogue es impresionante”.

### Reconocimientos
| Publicación | Lista                                 | Posición | Ref.   |
| ----------- | ------------------------------------- | -------- | ------ |
| PopMatters  | The 80 Best Albums of 2023            | 67       | [ 14 ] |
| PopMatters  | The 30 Best Rock Albums of 2023       | 23       | [ 15 ] |
| Spin        | Spin Albums of the Year: Editors 2023 | N/A      | [ 16 ] |

## Lista de canciones
| N.º      | Título              | Duración |  |
| 1.       | «Ascendence»        | 5:44     |  |
| 2.       | «C'est la Vie»      | 4:55     |  |
| 3.       | «I Think I Knew»    | 3:57     |  |
| 4.       | «Flickering Lights» | 4:53     |  |
| 5.       | «The Hypnogogue»    | 6:13     |  |
| 6.       | «Albert Ross»       | 3:57     |  |
| 7.       | «Thorn»             | 4:08     |  |
| 8.       | «Aerodrome»         | 4:58     |  |
| 9.       | «These Coming Days» | 4:35     |  |
| 10.      | «No Other You»      | 4:19     |  |
| 11.      | «Succulent»         | 6:48     |  |
| 12.      | «Antartica»         | 5:33     |  |
| 13.      | «Second Bridge»     | 5:22     |  |
| 01:05:22 |                     |          |  |

| Edición deluxe digital |                         |          |  |
| N.º                    | Título                  | Duración |  |
| 14.                    | «Realm of Minor Angels» | 3:31     |  |
| 15.                    | «Amanita»               | 3:26     |  |
| 16.                    | «Song 18»               | 4:15     |  |
| 17.                    | «Sublimated in Song»    | 3:47     |  |
| 18.                    | «Pleasure»              | 4:28     |  |
| 19.                    | «A Strange Past»        | 9:34     |  |
| 01:33:19               |                         |          |  |

## Posicionamiento en listas
| Listas (2023)                             | Mejor posición |
| ----------------------------------------- | -------------- |
| Reino Unido (Independent Albums)          | 41             |
| Reino Unido (Independent Albums Breakers) | 11             |
| Reino Unido (Physical Albums)             | 100            |